# Luisa Pérez de Zambrana
Luisa Pérez y Montes de Oca (Santiago de Cuba, 25 de agosto de 1837 - La Habana, 25 de mayo de 1922) pasó a la historia con el apellido de su esposo, por eso se la conoce como Luisa Pérez de Zambrana. Fue una poetisa cubana de marcado acento elegíaco.
Luisa Pérez de Zambrana nació en la finca El Melgarejo, cerca de las minas de El Cobre, Santiago de Cuba, el 25 de agosto de 1837. Bautizada Luisa Pérez y Montes de Oca, "perdió" el apellido materno al casar con el renombrado crítico literario, intelectual y promotor cultural Ramón de Zambrana. Huérfana de padre tempranamente, se mudó con su familia a la ciudad de Santiago donde se dio a conocer como poeta. Al casarse se estableció en La Habana.

## Vida y obra
Es una de las poetisas de las que se dice «nació con el don de la poesía» y está considerada entre las mejores de Cuba e Hispanoamérica. Su padre era originario de las Islas Canarias. A la edad de 14 años compuso su primer trabajo literario y sus versos, que recogió en un cuaderno publicado con la ayuda de los intelectuales que la rodeaban -y admiraban su poesía- en Santiago. 
El libro dio la vuelta a la Isla, y ya en La Habana, el intelectual Don Ramón Zambrana quedó prendido de su obra, yendo a Santiago de Cuba para conocerla y comprometerse con ella, una vez que la conoció por una foto, para luego llevársela a La Habana. Por sus grandes dotes poéticas y su gracia y finura, Luisa fue elegida para coronar a la gran Gertrudis Gómez de Avellaneda en el Teatro Tacón en 1860. 
Contrajeron matrimonio en 1858 y tuvieron cinco hijos pero a los ocho años de casada quedó viuda.  Más tarde murió su hermana Julia, también poetisa, y vio a morir a sus cinco hijos. Esto tuvo consecuencias tanto en su estado de ánimo como en su obra.
A causa de que su vida estuvo marcada por la presencia constante de la muerte, ya que perdió a su esposo y a sus cinco hijos paulatinamente entre 1886 y 1898, su obra estuvo llena de sensibilidad, melancolía, pasión y ternura, con reflexiones religiosas y de toque filosófico sobre la muerte: estas dos últimas características se dan a notar en sus elegías. En el año 1918, recibió un homenaje por parte del Ateneo de La Habana y posterior a esto apareció una nueva edición de sus poesías con prólogo de Enrique José Varona quien la bautizó como «la más insigne elegíaca de nuestras líricas». Fue fundadora del Liceo Artístico y Literario de Regla. Sus obras fueron premiadas en los selectos Juegos Florales de la ciudad de Madrid. Entre dichas obras se encuentra el libro de oraciones llamado Devocionario, La vuelta al bosque, Dolor supremo, Martirio. De ella dijo José Martí: «se hacen versos de la grandeza, pero sólo del sentimiento se hace poesía».

## Muerte
Vivió sus últimos años en el municipio habanero de Regla, donde murió el 25 de mayo de 1922.